# Spathiopterygidae
Spathiopterygidae (лат.) — вымершее семейство мелких наездников из надсемейства Diaprioidea, существовавшее в меловом периоде. Включает пять родов и шесть видов. Известно из различных меловых янтарей, таких как испанский, ливанский и бирманский. Для представителей семейства характерна сильная редукция или полная утрата задних крыльев. Предполагается, что эти наездники могли паразитировать на двукрылых. Считается сестринским таксоном по отношению к семейству Maamingidae, встречающемуся в Новой Зеландии.